# Amasa (Míchigan)
Amasa es un lugar designado por el censo ubicado en el condado de Iron en el estado estadounidense de Míchigan. En el Censo de 2010 tenía una población de 283 habitantes y una densidad poblacional de 27,03 personas por km².

## Geografía
Amasa se encuentra ubicado en las coordenadas 46°13′44″N 88°27′30″O / 46.22889, -88.45833. Según la Oficina del Censo de los Estados Unidos, Amasa tiene una superficie total de 10.47 km², de la cual 10.45 km² corresponden a tierra firme y (0.15%) 0.02 km² es agua.

## Demografía
Según el censo de 2010, había 283 personas residiendo en Amasa. La densidad de población era de 27,03 hab./km². De los 283 habitantes, Amasa estaba compuesto por el 97.53% blancos, el 0% eran afroamericanos, el 2.47% eran amerindios, el 0% eran asiáticos, el 0% eran isleños del Pacífico, el 0% eran de otras razas y el 0% pertenecían a dos o más razas. Del total de la población el 1.06% eran hispanos o latinos de cualquier raza.